# Kdeadmin
kdeadmin是一個提供系统管理方面的工具的軟體包。

## 軟體列表
- kcron：Crontab（工作排程器）的图形化設定程式。
- Kdat： 基于 tar的磁带备份工具
- knetworkconf
- KPackage：套件管理員，支持 RPM、DEB、TGZ、Portage 等
- ksystemlog：系統 log 檢視工具
- Ksysv：System V启动脚本的編輯器
- Kuser： 圖形介面的使用者帳號管理程式
- lilo-config：KControl模塊，提供了一個LILO 配置前端
- strigi-analyzer
- system-config-printer-kde

## 外部連結
- kdeadmin 組件使用手冊 （页面存档备份，存于）
- kdeadmin API 參考手冊 （页面存档备份，存于）